# Stu Lantz
Stuart Burrell "Stu" Lantz (Uniontown, Pensilvania, 13 de julio de 1946) es un exjugador de baloncesto estadounidense que disputó ocho temporadas en la NBA. Con 1,90 metros de estatura, lo hacía en la posición de base. Desde 1987 es comentarista de televisión de los partidos de Los Angeles Lakers para la cadena Fox Sports.

## Trayectoria deportiva

### Universidad
Jugó durante cuatro temporadas con los Cornhuskers de la Universidad de Nebraska-Lincoln, en las que promedió 16,9 puntos y 7,6 rebotes por partido. En sus dos últimas temporadas en el equipo lo lideró tanto en anotación como en rebotes, consiguiendo en ambas ocasiones aparecer en el mejor quinteto de la Big Eight Conference.

### Profesional
Fue elegido en la vigésimo tercera posición del Draft de la NBA de 1968 por San Diego Rockets, y también por los Oakland Oaks en el Draft de la ABA, eligiendo la primera opción. Allí, tras una primera temporada como suplente, en la segunda se ganó la titularidad, pero fue en la temporada 1970-71 cuando más destacó, acabando como segundo mejor anotador del equipo, solamente por detrás de Elvin Hayes, con 20,6 puntos por partido, a los que añadió 5,0 rebotes y 4,2 asistencias.
Tras un año más en el equipo, ya en Houston, en la temporada 1972-73 fue traspasado a Detroit Pistons a cambio de Jimmy Walker. Allí jugó como titular en su primer año, pero sus números nunca volvieron a ser los de los Rockets. Promedió 9,6 puntos y 3,4 rebotes por partido, viéndose relegado al banquillo en la temporada siguiente.
En 1974 se produjo la llegada a la liga de un nuevo equipo, los New Orleans Jazz, por lo que se realizó un Draft de Expansión para asignar jugadores al mismo, siendo Lantz uno de los elegidos. Pero solo jugó 19 partidos en la recién creada franquicia, siendo traspasado a Los Angeles Lakers. Allí jugaría sus dos últimas temporadas hasta que en 1976 anunció su retirada debido a una lesión en la espalda.

## Estadísticas de su carrera en la NBA

### Temporada regular
| Temporada | Edad | Equipo             | Liga | P   | TIT | MIN  | TC  | TCA  | %TC  | 3P | 3PA | %3P | TL  | TLA | %TL  | R.OF. | R.DEF. | REB | ASIS | ROB | TAP | PER | FP  | PTS  |
| 1968-69   | 22   | San Diego Rockets  | NBA  | 73  |     | 18.9 | 3.0 | 6.6  | .456 |    |     |     | 1.8 | 2.3 | .772 |       |        | 3.2 | 1.4  |     |     |     | 2.4 | 7.8  |
| 1969-70   | 23   | San Diego Rockets  | NBA  | 82  |     | 30.1 | 5.5 | 12.5 | .443 |    |     |     | 3.4 | 4.4 | .770 |       |        | 3.1 | 3.5  |     |     |     | 2.9 | 14.5 |
| 1970-71   | 24   | San Diego Rockets  | NBA  | 82  |     | 37.8 | 7.1 | 15.9 | .448 |    |     |     | 6.3 | 7.9 | .806 |       |        | 5.0 | 4.2  |     |     |     | 2.8 | 20.6 |
| 1971-72   | 25   | Houston Rockets    | NBA  | 81  |     | 38.2 | 6.9 | 15.8 | .435 |    |     |     | 4.8 | 5.7 | .838 |       |        | 4.3 | 4.2  |     |     |     | 2.6 | 18.5 |
| 1972-73   | 26   | Detroit Pistons    | NBA  | 51  |     | 31.4 | 3.6 | 8.9  | .407 |    |     |     | 2.4 | 2.9 | .800 |       |        | 3.4 | 2.7  |     |     |     | 2.3 | 9.6  |
| 1973-74   | 27   | Detroit Pistons    | NBA  | 50  |     | 19.6 | 3.1 | 7.2  | .427 |    |     |     | 2.8 | 3.3 | .848 | 0.7   | 1.6    | 2.3 | 1.9  | 0.8 | 0.1 |     | 1.6 | 8.9  |
| 1974-75   | 28   | TOTAL              | NBA  | 75  |     | 23.8 | 3.0 | 7.5  | .406 |    |     |     | 2.6 | 3.1 | .838 | 1.2   | 1.4    | 2.6 | 2.5  | 0.7 | 0.2 |     | 2.2 | 8.6  |
| 1974-75   | 28   | New Orleans Jazz   | NBA  | 19  |     | 18.6 | 2.1 | 6.1  | .339 |    |     |     | 2.5 | 2.8 | .887 | 0.4   | 0.9    | 1.3 | 1.6  | 0.6 | 0.1 |     | 1.5 | 6.6  |
| 1974-75   | 28   | Los Angeles Lakers | NBA  | 56  |     | 25.5 | 3.4 | 8.0  | .424 |    |     |     | 2.6 | 3.1 | .824 | 1.4   | 1.6    | 3.0 | 2.8  | 0.8 | 0.2 |     | 2.4 | 9.3  |
| 1975-76   | 29   | Los Angeles Lakers | NBA  | 53  |     | 16.1 | 1.6 | 3.8  | .417 |    |     |     | 1.5 | 1.7 | .899 | 0.5   | 1.3    | 1.9 | 1.4  | 0.5 | 0.1 |     | 2.0 | 4.7  |
| Total     |      |                    | NBA  | 547 |     | 27.9 | 4.5 | 10.4 | .435 |    |     |     | 3.4 | 4.1 | .814 | 0.8   | 1.4    | 3.3 | 2.9  | 0.7 | 0.1 |     | 2.4 | 12.4 |

### Playoffs
| Temporada | Edad | Equipo            | Liga | P  | MIN | TCA | TC  | 3PA | 3P | TLA | TL | R.OF. | REB | ASIS | ROB | TAP | PER | FP | PTS | %TC  | %3P | %FT  | MIN  | PTS  | REB | AST |
| 1968-69   | 22   | San Diego Rockets | NBA  | 6  | 208 | 30  | 69  |     |    | 21  | 27 |       | 21  | 10   |     |     |     | 22 | 81  | .435 |     | .778 | 34.7 | 13.5 | 3.5 | 1.7 |
| 1973-74   | 27   | Detroit Pistons   | NBA  | 7  | 227 | 28  | 59  |     |    | 28  | 32 | 10    | 29  | 14   | 2   | 0   |     | 19 | 84  | .475 |     | .875 | 32.4 | 12.0 | 4.1 | 2.0 |
| Total     |      |                   | NBA  | 13 | 435 | 58  | 128 |     |    | 49  | 59 | 10    | 50  | 24   | 2   | 0   |     | 41 | 165 | .453 |     | .831 | 33.5 | 12.7 | 3.8 | 1.8 |